# 밤은 고양이와 함께
밤은 고양이와 함께(일본어: 夜は猫といっしょ, Nights with a Cat)은 Kyuryu Z가 쓰고 그림을 그린 일본 만화 시리즈이다. 원래 2019년 12월 작가의 트위터 계정에 게시된 이 시리즈는 나중에 다음에 의해 인수되었다. 2020년 10월부터 단고본 시리즈 출판을 시작한 카도카와 서점. 2024년 5월 현재 6권이 출판되었다. Studio Puyukai가 각색한 애니메이션 TV 시리즈는 2022년 8월부터 9월까지 방영되었으며, 2022년 10월부터 2023년 1월까지 ONA(일본의 웹 애니메이션)으로 계속되었다. 두 번째 시즌이 2023년 3월부터 11월까지 방영되었다. 세 번째 시즌이 2024년 12월부터 방영 중이다.